# Kemal Hür
Kemal Hür (* 1968 in Ostanatolien) ist ein deutscher freier Journalist und arbeitet als Radio- und Fernsehautor vornehmlich im öffentlich-rechtlichen Rundfunk.

## Leben
Kemal Hür studierte Germanistik, Soziologie und Theater- und Filmwissenschaft an der Freien Universität Berlin. Nach Dolmetschtätigkeiten ist er seit 2000 als Journalist mit Schwerpunkt auf migrationspolitischen Themen für Programme und Sendungen wie Cosmo TV (WDR), Kontraste (ARD), Abendschau (rbb), Radio Multikulti (rbb), Funkhaus Europa (WDR, RB), Stilbruch (rbb), Inforadio (rbb) und Kulturradio (rbb) tätig. Von 2014 bis Juli 2018 war er für die drei Programme des Deutschlandradio (Deutschlandfunk, Deutschlandfunk Kultur und Deutschlandfunk Nova) tätig, bis er, wie er auf Facebook veröffentlichte, im Zusammenhang mit dem Vorwurf von sexueller Belästigung und Mobbing durch seine Vorgesetzte ausschied. Vereinzelt produziert er jedoch weiterhin Beiträge für das Deutschlandradio.
Hür verfasste auch belletristische Texte für Radiosendungen und für die Kiez-Monatsschau: Nachrichten aus der Naunynstraße II im Ballhaus Naunynstraße.
Hür ist auch musikalisch tätig. Bei Los Multikultis, der Hausband des 2008 abgewickelten Berliner Senders Radio Multikulti, spielte er Saz. Auch war er vertreten im Ensemble Nevzat Akpınar, das schon in der New Yorker Carnegie Hall spielte.
Kemal Hür lebt seit 1980 in Berlin.